# David Hewson
David Hewson (Regno Unito, 9 gennaio 1953) è un giornalista e scrittore britannico.
Ha collaborato come giornalista per The Times e per The Independent. Dal 2005 si è dedicato a tempo pieno alla scrittura di thriller, sviluppando la serie incentrata sul personaggio di Nic Costa, le cui vicende sono tutte ambientate in Italia.

## Romanzi
- Shanghai Thunder (1986)
- Semana Santa (1995) ("Death in Seville" 2010)
- Epiphany (1997)
- Solstice (1998)
- Native Rites (1999)
- Lucifer's Shadow (The Cemetery Of Secrets) (2001)
- The Promised Land (2007)
- Carnival for the Dead (2012)
- The Killing: Book One (2012)
- The Killing: Book Two (2013)
- The Killing: Book Three (2014)
- The Flood (2015)
- Juliet & Romeo (2018)
- Devil's Fjord (2019)
- Shooter in the Shadows (2020)
- The Garden of Angels (2021)
- The Medici Murders (2022)

### Serie di Nic Costa
- 2003 Il sangue dei martiri (A Season for the Dead) Fanucci 2006
- 2004 La villa dei misteri (The Villa of Mysteries) Fanucci 2007
- 2005 Il rituale sacro (The Sacred Cut) Fanucci 2009
- 2006 Il morso della lucertola (The Lizard's Bite) Fanucci 2011
- 2007 Il settimo sacramento (The Seventh Sacrament) Time Crime 2012
- 2008 The Garden of Evil
- 2008 Dante's Numbers
- 2009 The Blue Demon
- 2011 The Fallen Angel
- 2019 The Savage Shore

### Serie di Pieter Vos
- La casa delle bambole (The House of Dolls, 2014)
- The Wrong Girl (2015)
- Little Sister (2016)
- Sleep Baby Sleep (2017)